# Craig Zobel
Roger Craig Zobel és un cineasta i actor estatunidenc el treball del qual inclou vídeos musicals, cinema i televisió. Ha dirigit les pel·lícules Compliance (2012), Z for Zachariah (2015) i The Hunt (2020). A la televisió ha dirigit episodis de The Leftovers, American Gods i Westworld. El 2021, va dirigir la minisèrie Mare of Easttown a HBO. També va ajudar a co-crear la sèrie animada en línia Homestar Runner amb Mike i Matt Chapman, coneguts col·lectivament com The Brothers Chaps.

## Primers anys
Zobel va néixer a Nova York i va créixer a Atlanta, Geòrgia, després va estudiar cinema a la North Carolina School of the Arts al costat de David Gordon Green i altres futurs col·laboradors.

## Carrera
Després de graduar-se, Zobel va treballar en les tres primeres pel·lícules de Green: George Washington (2000), All the Real Girls, (2003) i  Undertow (2003), com a coproductor, director de producció o director de segona unitat. També va dirigir The Hunt (2020) ).
Més recentment, va recuperar el seu acord amb HBO, que es va mantenir durant tres anys més.

### Homestar Runner
Homestar Runner és un dibuix animat d'Internet que barreja humor surrealista amb referències a la cultura pop. Zobel va co-crear el concepte inicial i alguns personatges per a un llibre amb Mike Chapman utilitzant el nom "Homestar Runner", encunyat pel seu amic comú James Huggins, que més tard es va convertir en el dibuix animat de Mike i Matt Chapman. En un dia lliure mentre Zobel i Chapman estaven treballant a l'estiu al voltant dels Jocs Olímpics d'Estiu de 1996, una visita a una llibreria els va impulsar a parodiar l'estat dels llibres per a nens, i va portar a la creació del dibuix animat.

### Carrera cinematogràfica
Zobel ha dirigit, escrit i produït diverses pel·lícules, com ara Great World of Sound i Compliance. A l'agost de 2019, el distribuïdor Universal va ajornar l'estrena del thriller de terror de Zobel The Hunt en resposta al tiroteig a El Paso de 2019, l'estudi va cancel·lar la data original de la pel·lícula el 27 de setembre de 2019 i traslladant-la a 13 de març de 2020.

## Filmografia
Cinema
| Any  | Títol                   | Director | Productor | Guionista |
| ---- | ----------------------- | -------- | --------- | --------- |
| 2001 | A Letter from My Father | Sí       | No        | No        |
| 2007 | Great World of Sound    | Sí       | Sí        | Sí        |
| 2012 | Compliance              | Sí       | Sí        | Sí        |
| 2013 | Prince Avalanche        | No       | Sí        | No        |
| 2015 | Z for Zachariah         | Sí       | No        | No        |
| 2020 | The Hunt                | Sí       | No        | No        |

Televisió
| Any  | Tíyol            | Director | Productor executiu | Notes                                                                           |
| ---- | ---------------- | -------- | ------------------ | ------------------------------------------------------------------------------- |
| 2015 | The Leftovers    | Sí       | No                 | Episodis: "Lens", "International Assassin"                                      |
| 2016 | Outcast          | Sí       | No                 | Episodis: "The Road Before Us"                                                  |
| 2017 | American Gods    | Sí       | No                 | Episodis: "Git Gone"                                                            |
| 2017 | The Leftovers    | Sí       | No                 | Episodis: "The Most Powerful Man in the World (and His Identical Twin Brother)" |
| 2018 | Westworld        | Sí       | No                 | Episodis: "Akane no Mai"                                                        |
| 2018 | One Dollar       | Sí       | Sí                 | 10 episodis                                                                     |
| 2021 | Mare of Easttown | Sí       | Sí                 | 7 episodis                                                                      |
| TBA  | The Penguin      | Sí       | Sí                 | Futura minisèrie                                                                |